# Afigya-Kwabre District
Afigya-Kwabre District är ett distrikt i Ghana.   Det ligger i regionen Ashantiregionen, i den centrala delen av landet, 220 km nordväst om huvudstaden Accra.